# شاپور محمدی
شاپور محمدی (زاده اول شهریور۱۳۵۳ (خورشیدی)، گوندرهٔ قیدار (خدابنده)، استان زنجان) رئیس پژوهشکده پولی بانکی بانک مرکزی، رئیس سابق سازمان بورس و اوراق بهادار ایران، معاون پیشین اقتصادی وزارت امور اقتصادی و دارایی دولت یازدهم جمهوری اسلامی ایران، مؤسس و نخستین مدیرعامل بورس انرژی ایران، دومین دبیرکل کانون نهادهای سرمایه‌گذاری ایران، دکتری اقتصادسنجی و توسعه و استاد تمام گروه مدیریت مالی و بیمه دانشکده مدیریت دانشگاه تهران است. او رئیس سابق سازمان بورس و اوراق بهادار ایران بود. او پس از کناره‌گیری محمد فطانت‌فرد به این مقام رسیده بود.

## نقش‌های برجسته
- رئیس سازمان بورس و اوراق بهادار
- معاون اقتصادی وزارت امور اقتصادی و دارایی
- رئیس پژوهشکده پولی بانکی بانک مرکزی
- نخستین مدیرعامل بورس انرژی
- دومین دبیرکل کانون نهادهای سرمایه‌گذاری ایران
- مدیرعامل و عضو هیئت مدیره شرکت سرمایه‌گذاری آتیه‌اندیشان مس،
- عضو هیئت مدیره شرکت‌های تولید فرومولیبدن کرمان، سرمایه‌گذاری مس سرچشمه، کارگزاری بانک تجارت، ارزش پرداز آریان
- معاون پشتیبانی پردیس علوم اجتماعی و رفتاری دانشگاه تهران،
- عضو هیئت داوری بازار سرمایه،
- قائم مقام مدیرعامل شرکت مدیریت سرمایه‌گذاری هیمر،
- عضو شورای سرمایه‌گذاری بیمه ایران،
- عضو شورای عالی تحقیقات بانک سپه،
- رئیس کمیته امتحانات سازمان بورس و اوراق بهادار،
- مشاور مدیرعامل و عضو کمیته عالی اعتبارات بانک تجارت،
- عضو شورای تحقیقات سازمان تأمین اجتماعی،
- عضو کمیته شاخص سازمان بورس و اوراق بهادار